# Säckelblumen

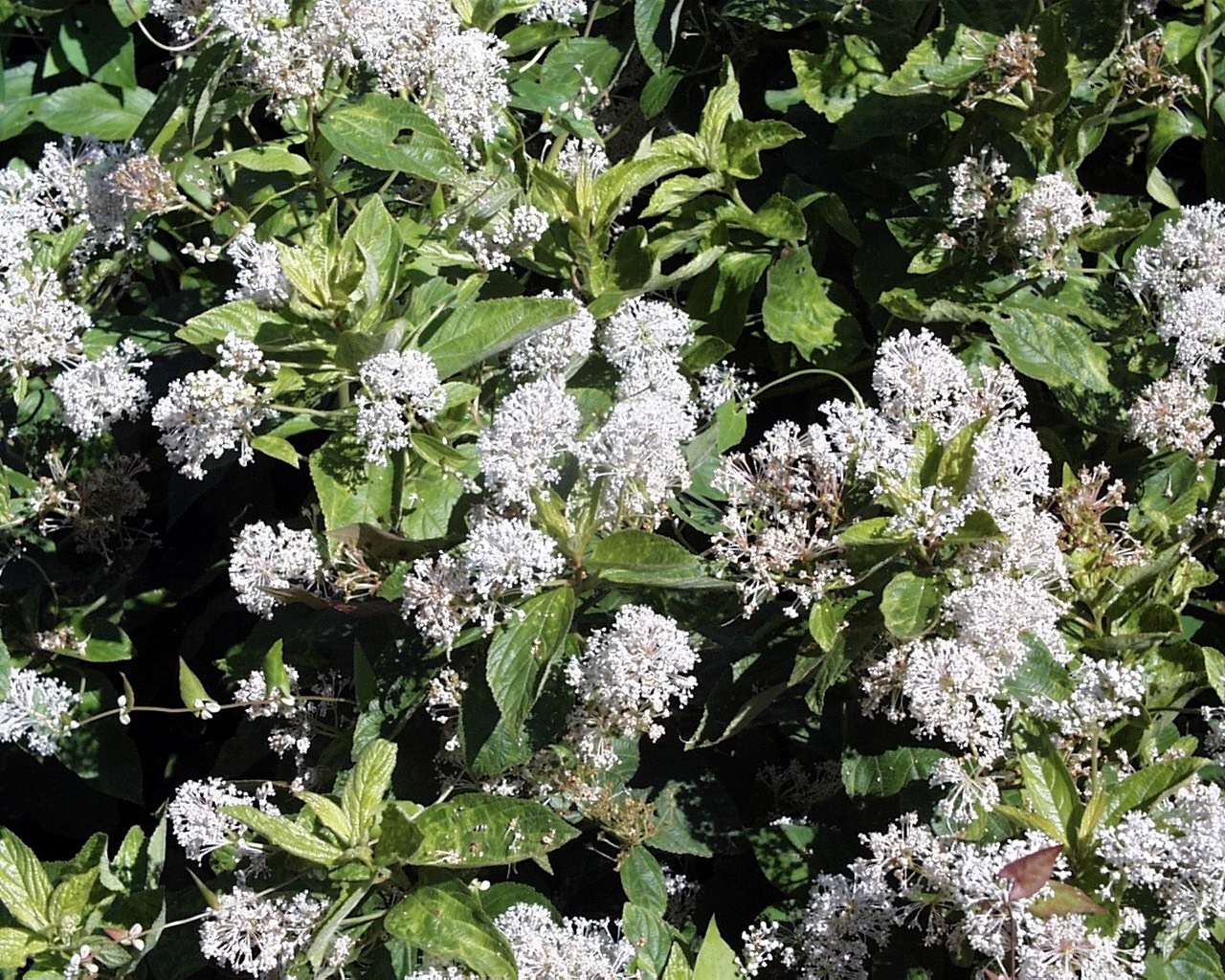
Amerikanische Säckelblume (Ceanothus americanus)

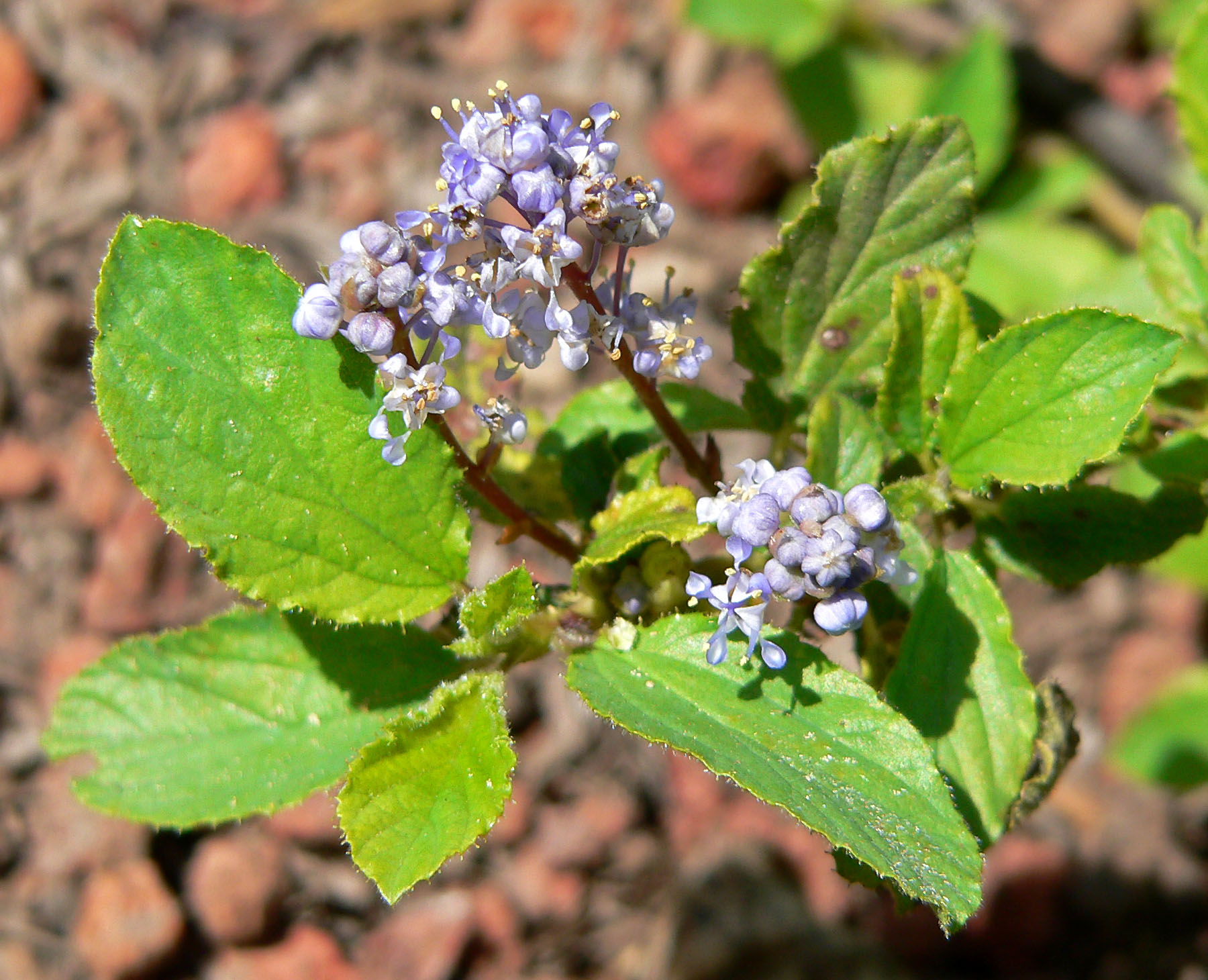
Ceanothus diversifolius

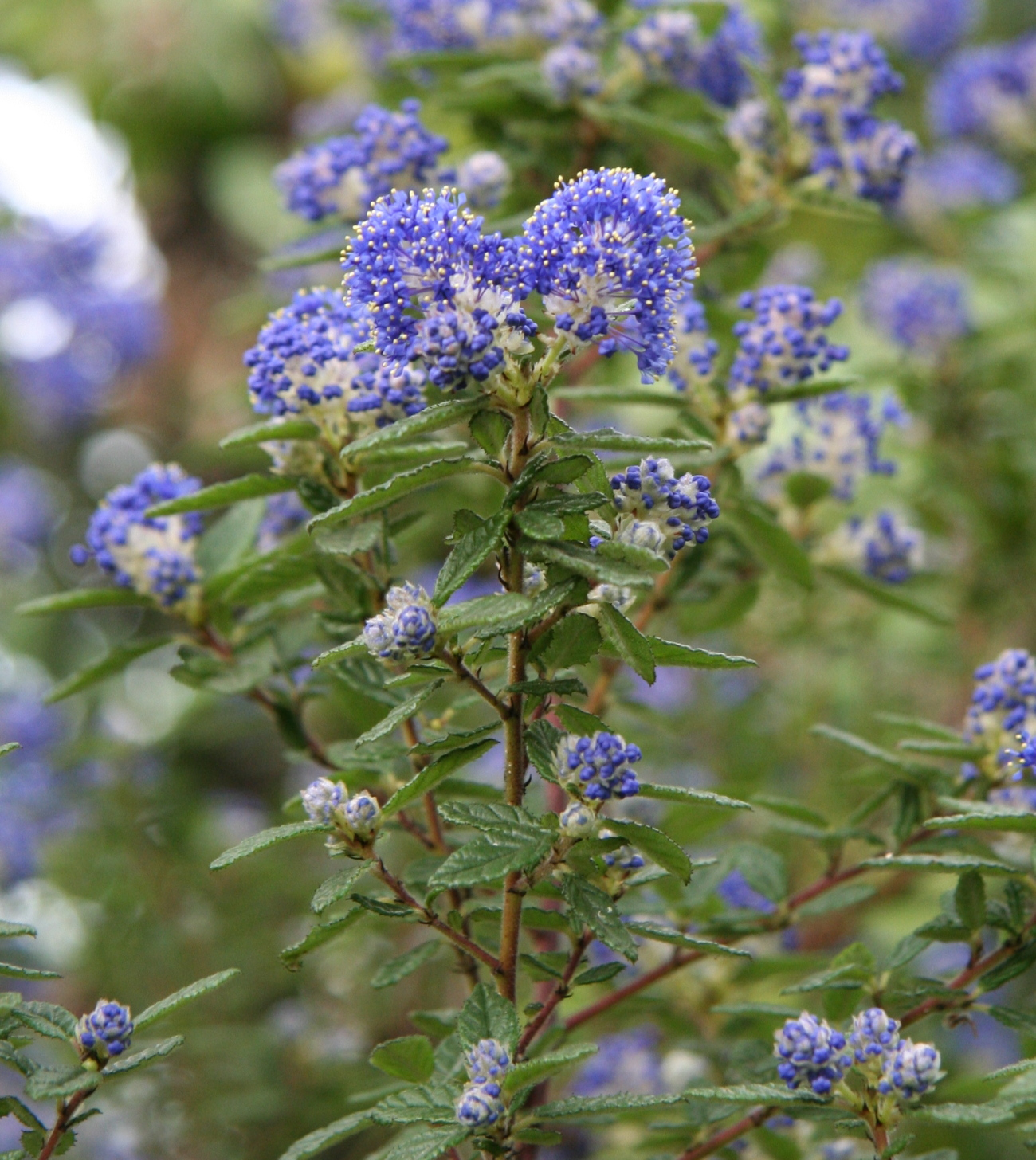
Ceanothus foliosus

Die Säckelblumen (Ceanothus) sind eine Pflanzengattung aus der Familie der Kreuzdorngewächse (Rhamnaceae). Einige Arten werden im Deutschen manchmal auch – botanisch unkorrekt – als „Kalifornischer Flieder“ bezeichnet, da die blauen Blütenrispen der hauptsächlich von der amerikanischen Westküste stammenden Pflanzen an Fliederblüten erinnern.

## Beschreibung
Ceanothus-Arten wachsen als Sträucher, seltener auch als kleine Bäume. Sie erreichen Wuchshöhen zwischen einigen Zentimetern und 3 Metern, nur die beiden kalifornischen Arten Ceanothus arboreus und Ceanothus thyrsiflorus können deutlich höher werden. Viele Ceanothus-Arten bilden niedrige, buschige Polster, sind also deutlich breiter als hoch. Die Mehrzahl der Ceanothus-Arten ist immergrün, es gibt jedoch auch einige laubwerfende Arten, die in Gegenden mit kälteren Wintern leben.
Die Laubblätter können je nach Art gegenständig oder wechselständig sein. Die meisten Arten haben eher kleine, 1 bis 5 Zentimeter lange, ungeteilte, ovale Laubblätter. Je nach Art ist der Blattrand mehr oder weniger ganzrandig, gekerbt bis gesägt. Bei vielen Arten sind die Blattadern deutlich eingesenkt. Es sind kleine, schuppenförmige oder knotige Nebenblätter ausgebildet.
In end- oder seitenständigen rispigen oder trugdoldigen Gesamtblütenständen stehen viele dreiblütige, zymöse Teilblütenstände zusammen. Die gestielten Blüten sind weniger als 5 Millimeter lang und fünfzählig mit doppelter Blütenhülle. Es ist ein Blütenbecher vorhanden. Sie besitzen fünf lanzettliche bis dreieckige Kelchblätter, die ähnlich wie die fünf Kronblätter gefärbt sind. Die Farben der Kronblätter reichen von blau bis violett, bei einigen Arten auch von weiß bis rosafarben. Es sind fünf kurze Staubblätter ausgebildet. Der dreikammerige Fruchtknoten ist halbunterständig, der Griffel ist mehrästig. Es ist ein Diskus vorhanden.
Es werden trockene oder fleischige, dreifächrige, -samige Kapselfrüchte gebildet. Sie können gehörnt sein.

## Ökologie
Die Säckelblumen-Arten gehen im Wurzelbereich mit stickstofffixierenden Actinomycetaceae aus der Gattung Frankia eine Symbiose ein, die sogenannte Aktinorrhiza. In ihren Lebensräumen in den trockenen Bergwäldern der amerikanischen Pazifikküste sind sie die wichtigsten stickstofffixierenden Pflanzen.

## Vorkommen
Die Gattung Ceanothus kommt ausschließlich in Nord- bis Mittelamerika vor, wobei der Großteil der Arten in Kalifornien heimisch ist. Nur wenige Arten, beispielsweise Ceanothus americanus, findet man auch im Osten der USA und im Süden Kanadas. Andere dagegen, beispielsweise Ceanothus coeruleus, kommen auch südlich von Kalifornien bis nach Guatemala vor.
Fast alle Arten wachsen auf Felsen oder in trockenen Wäldern auf steinigem oder sandigem Boden, auch gerne in Küstennähe. Sie halten Trockenheit und Salz aus. Dagegen verkürzt Bodenfeuchtigkeit oder Nässe ihre Lebensdauer. Auch Schatten vertragen die meisten Arten nicht.

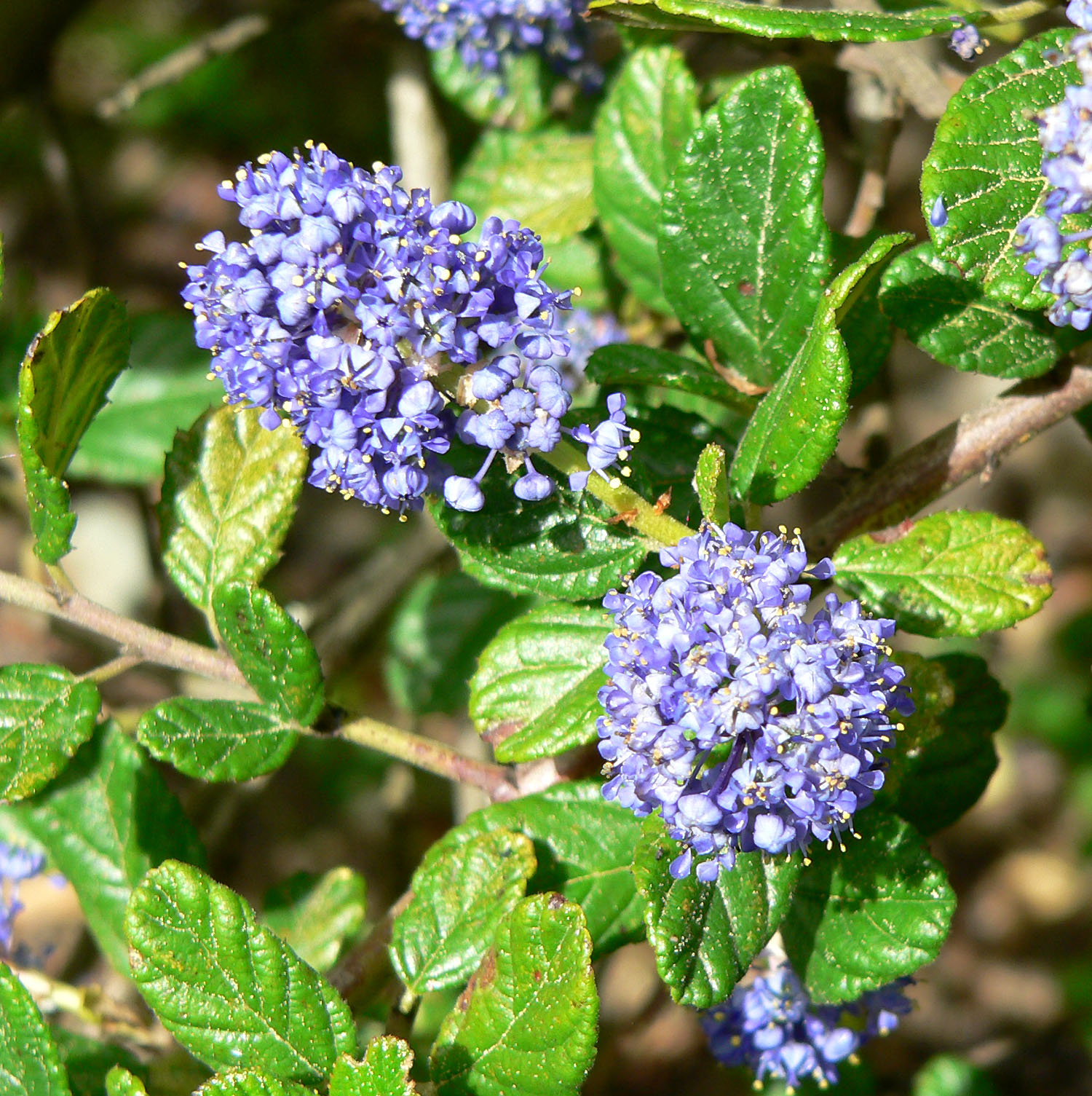
Ceanothus griseus

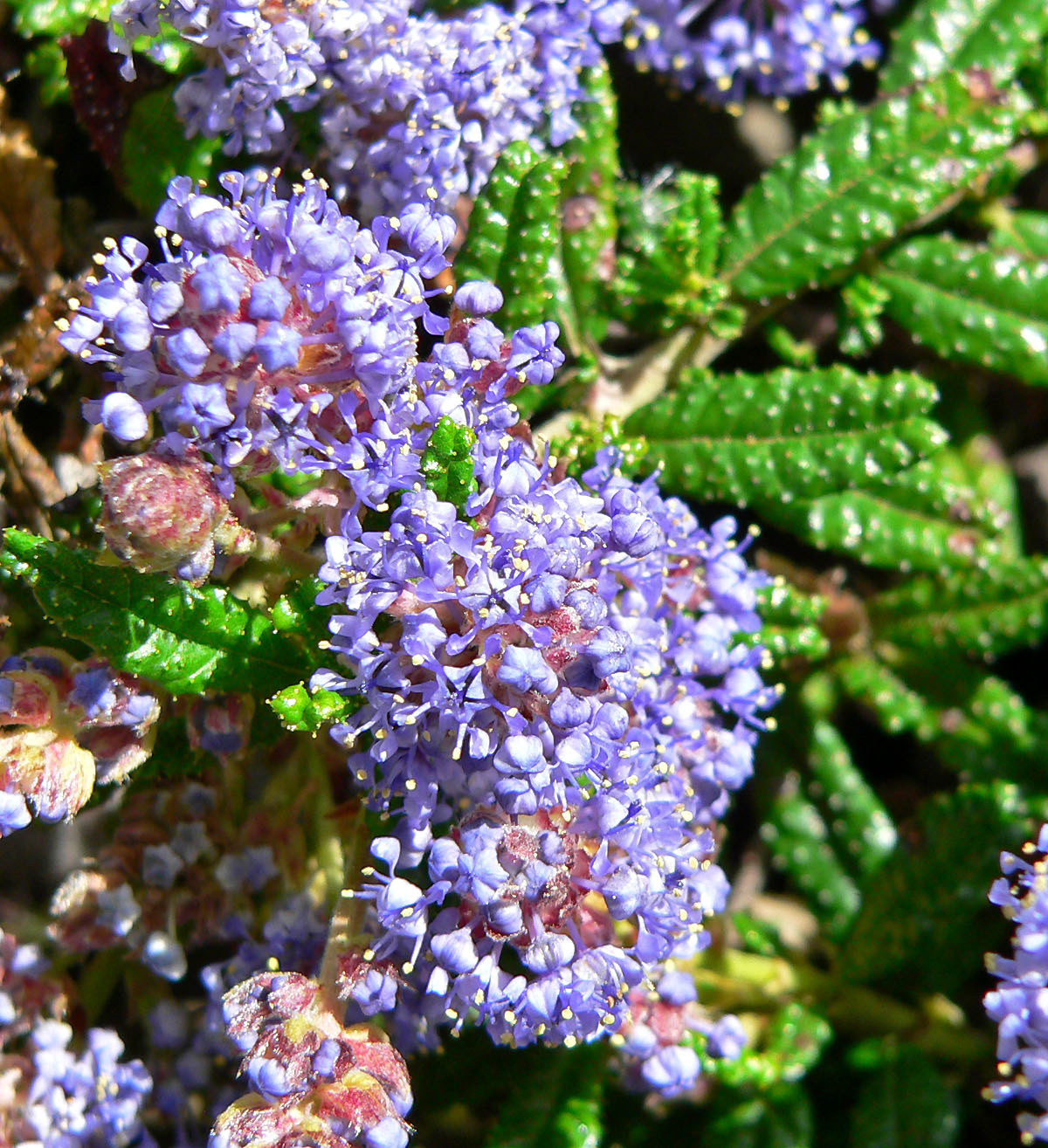
Ceanothus hearstiorum

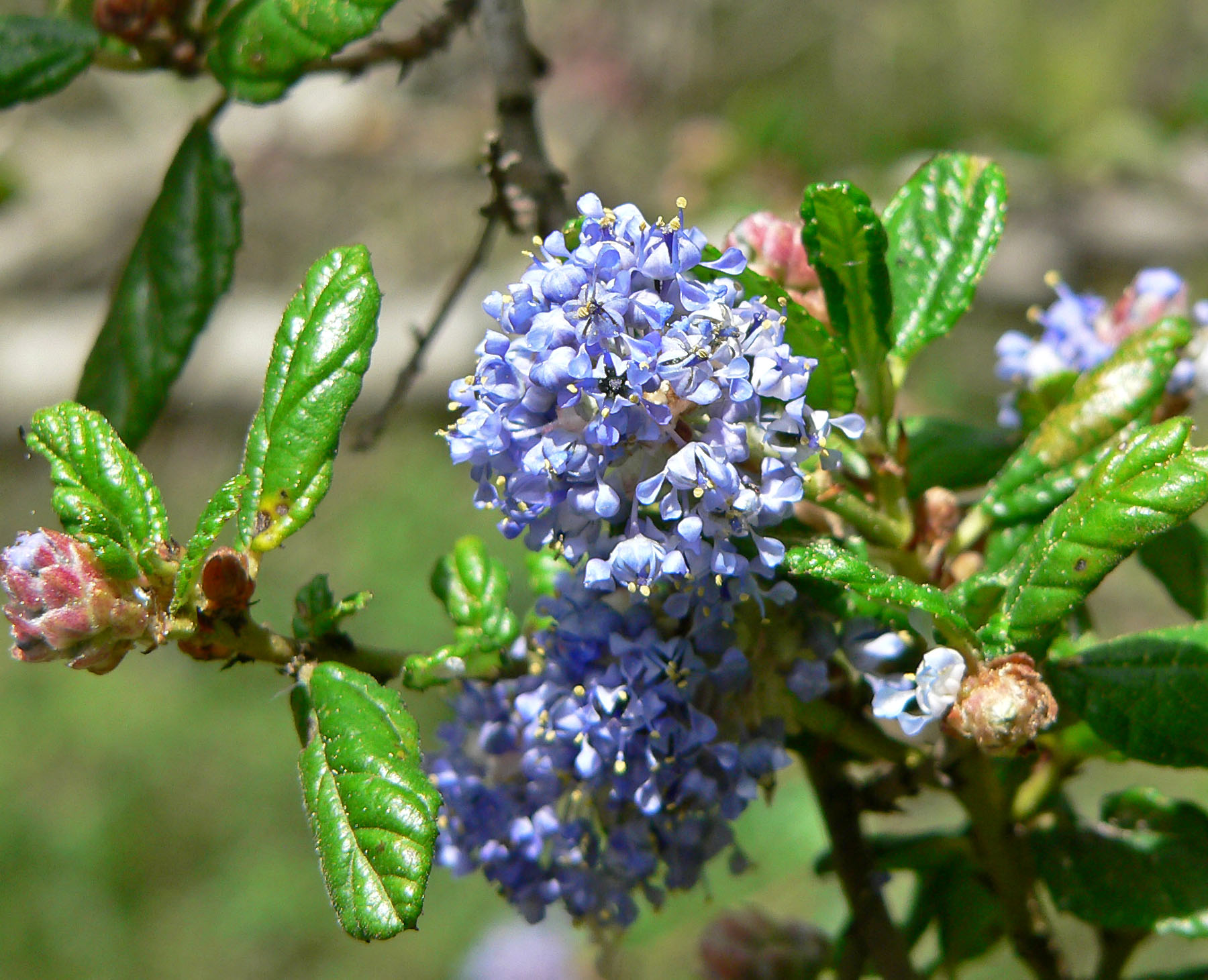
Sankt-Barbaras-Säckelblume (Ceanothus impressus)

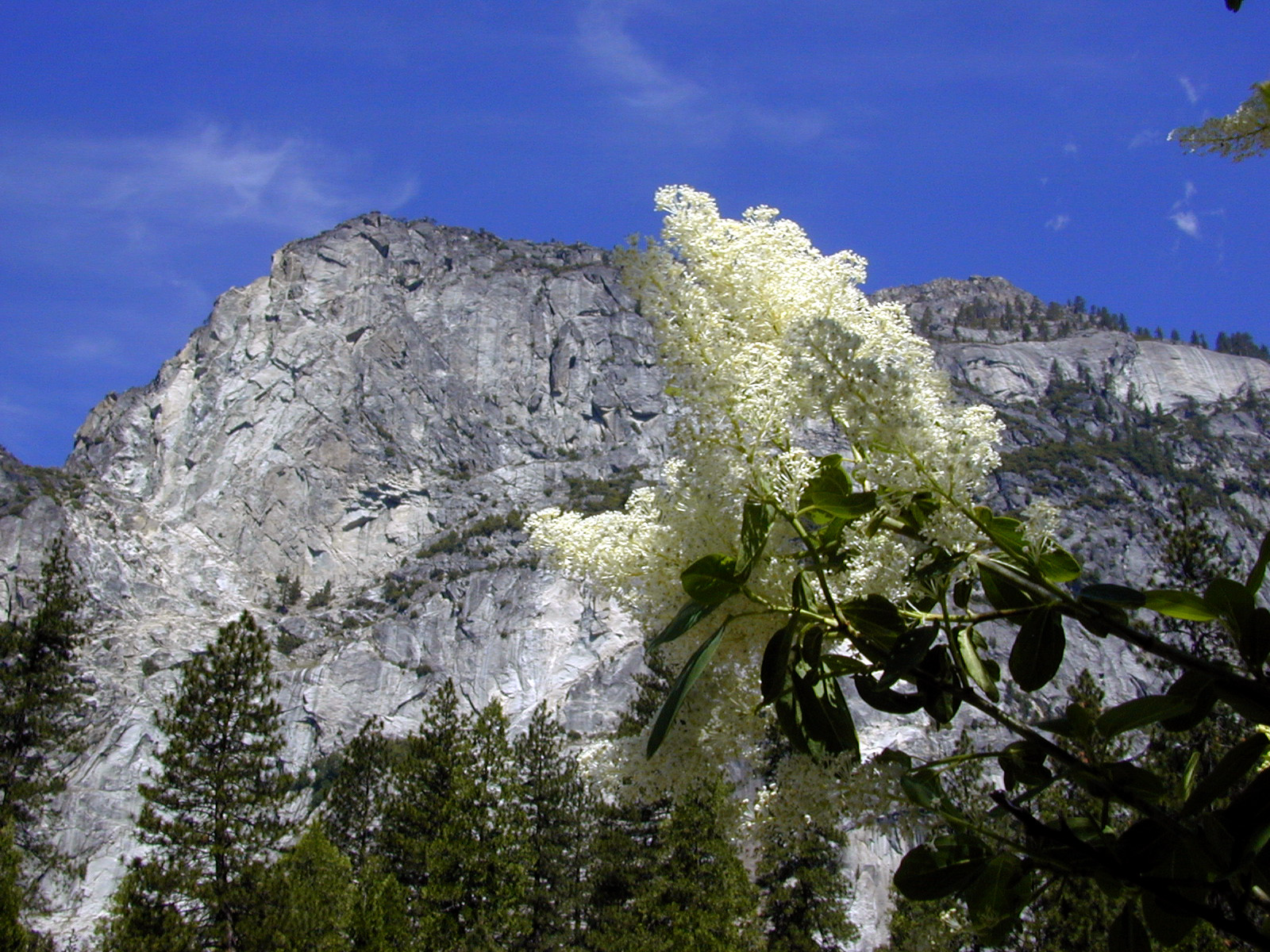
Ceanothus integerrimus

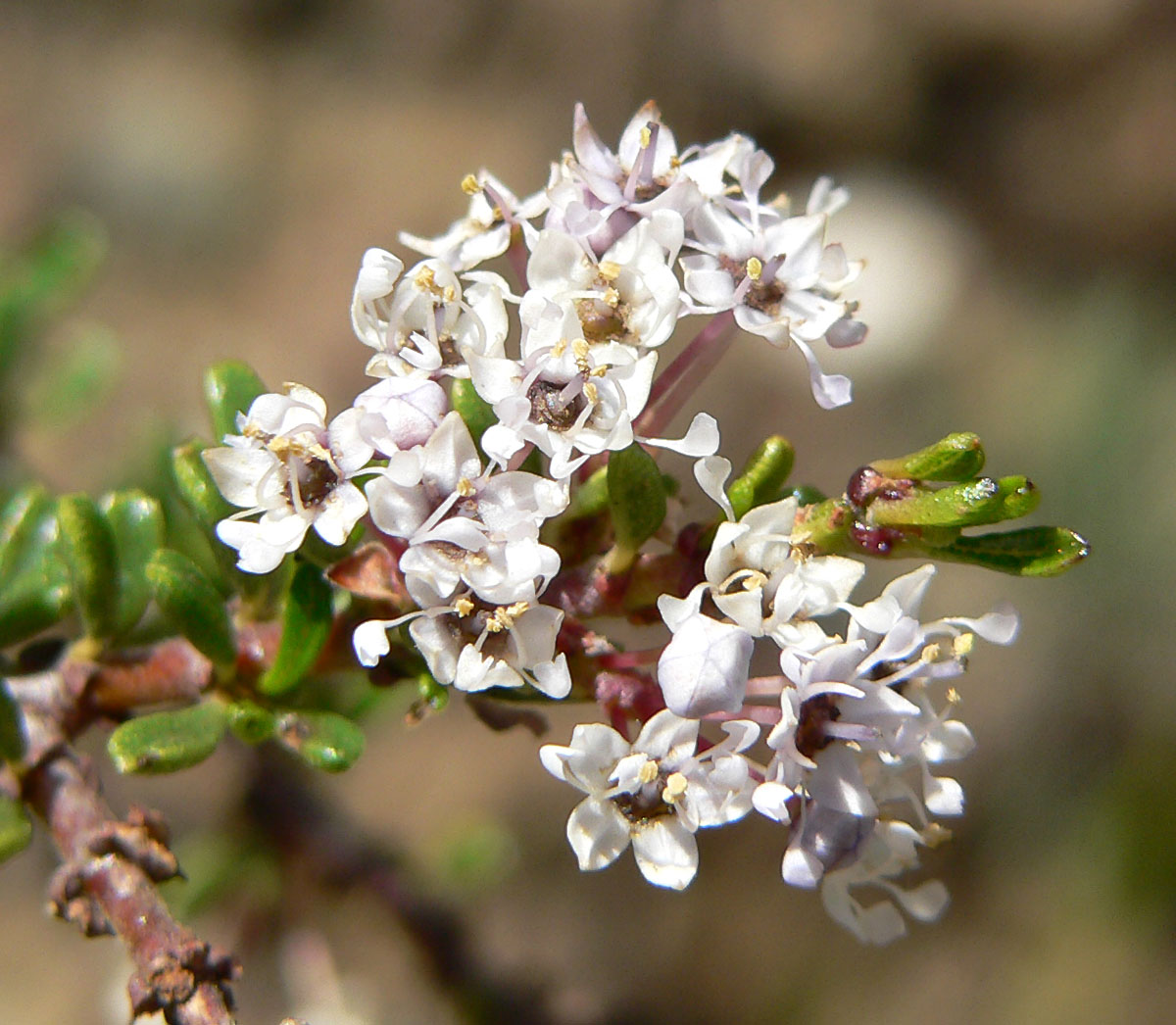
Ceanothus ophiochilus

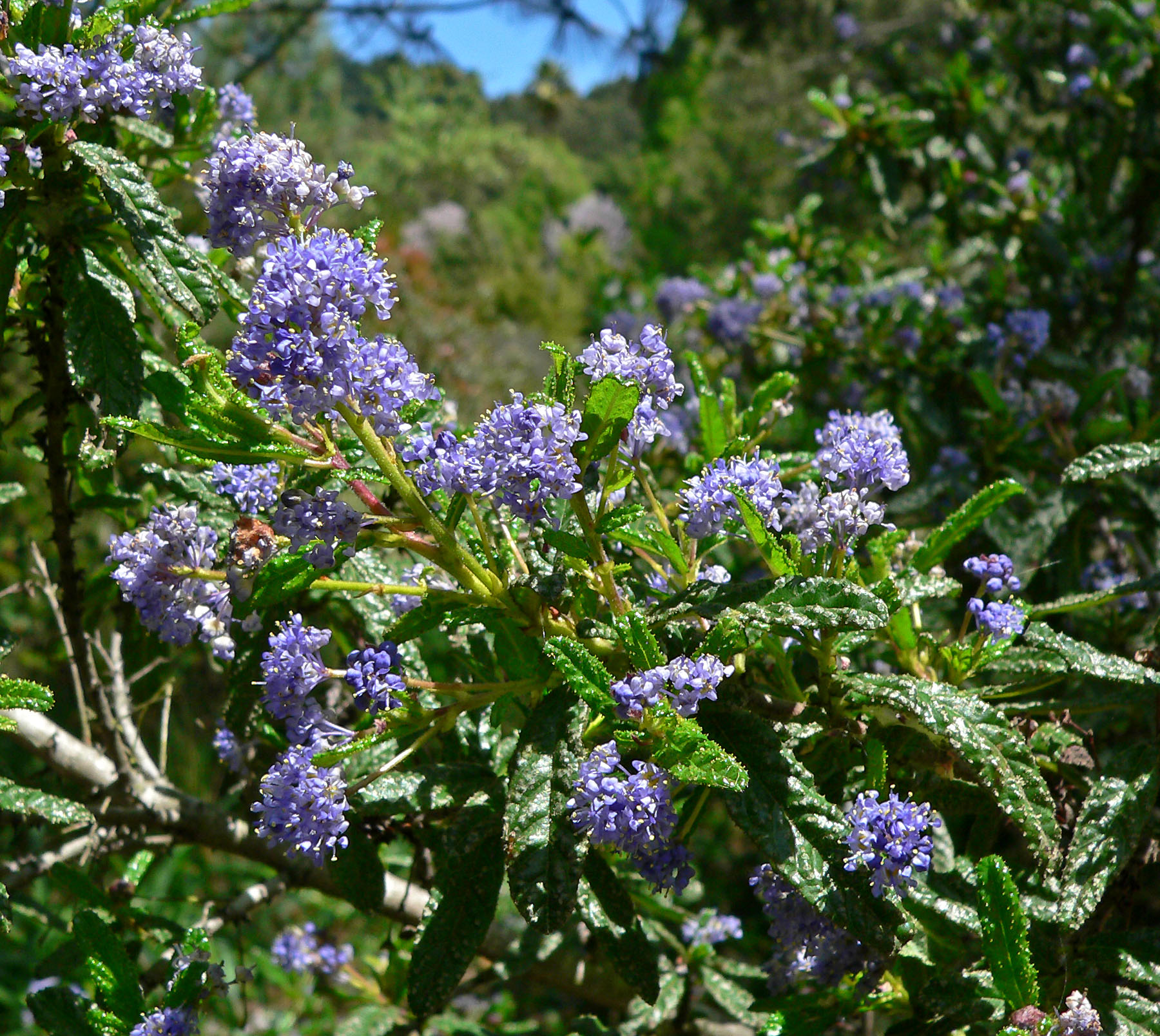
Ceanothus papillosus

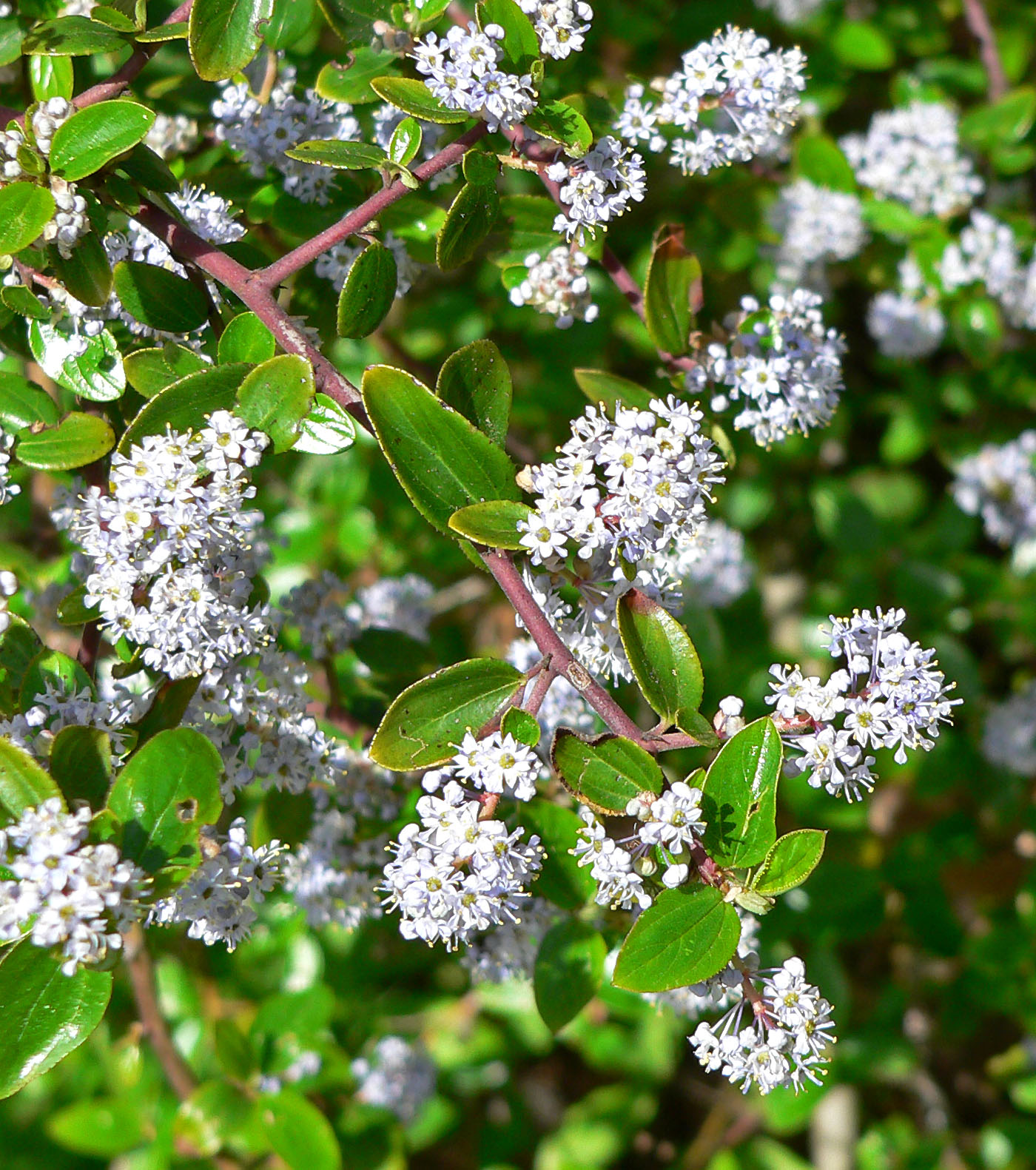
Ceanothus sorediatus

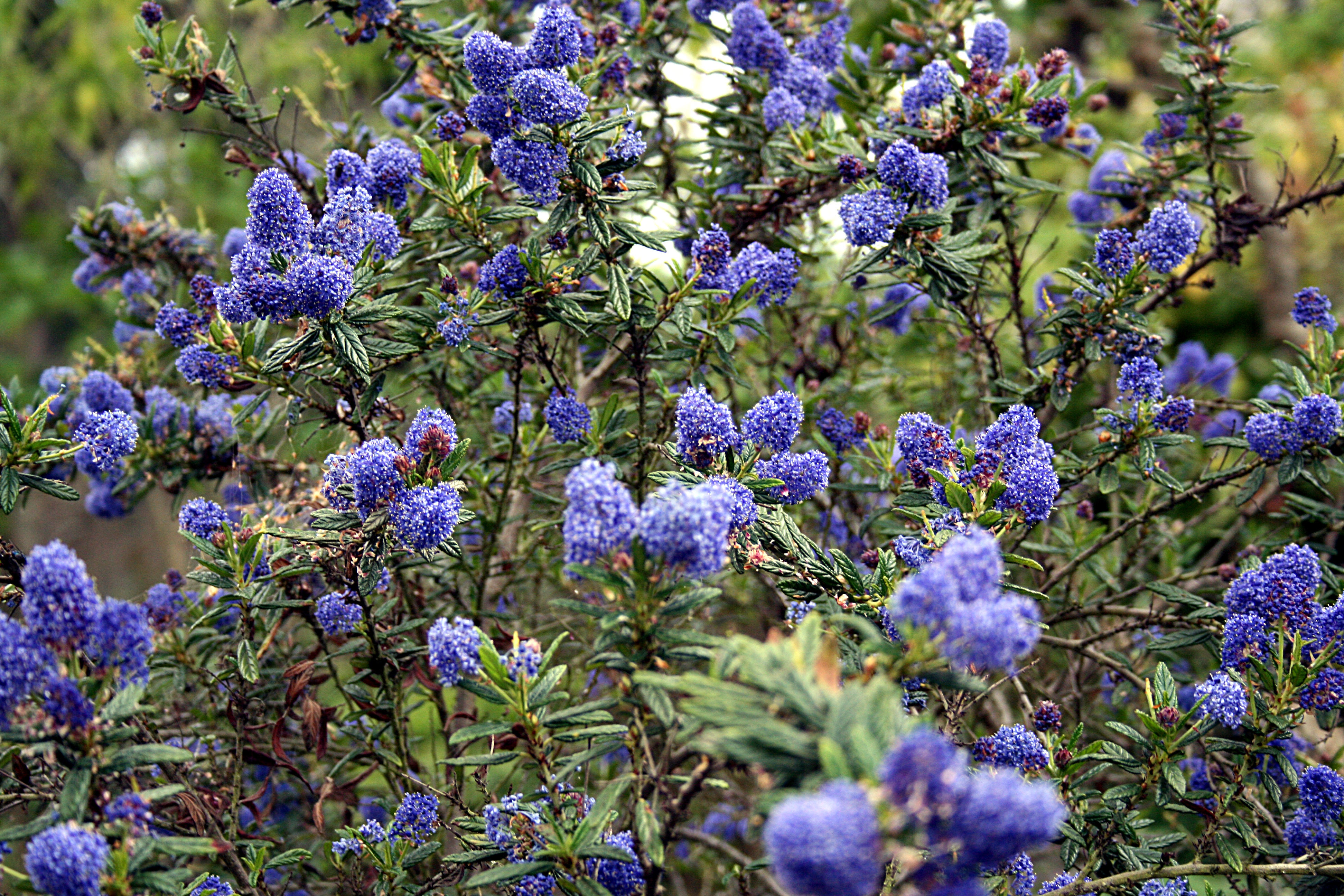
Ceanothus thyrsiflorus

## Arten
Die Gattung Ceanothus enthält 50 bis 60 Arten (Auswahl):
- Amerikanische Säckelblume (Ceanothus americanus L.): Sie ist heimisch im östlichen Nordamerika von Kanada bis Florida.[2]
- Ceanothus arboreus Greene: Dieser 1 bis zu 9 Meter hohe Baum stammt von den südkalifornischen Inseln.
- Ceanothus coeruleus Lag.: Die Heimat reicht von Mexiko bis Guatemala.
- Ceanothus confusus J.T.Howell: Sie kommt im nordwestlichen Kalifornien vor.[3]
- Ceanothus × connivens Greene: Sie kommt im nördlich-zentralen Kalifornien vor.[3]
- Ceanothus cordulatus Kellogg: Sie kommt in Oregon, Kalifornien, New Mexico und im mexikanischen Bundesstaat Baja Norte vor.[4]
- Ceanothus crassifolius Torr.: Sie kommt in Kalifornien und im mexikanischen Bundesstaat Baja Norte vor.[4]
- Ceanothus cuneatus (Hook.) Nutt.: Sie kommt in Oregon, in Kalifornien und im mexikanischen Bundesstaat Baja Norte vor.[4]
- Ceanothus cyaneus Eastw.: Sie kommt in Kalifornien vor.[4]
- Gezähnte Säckelblume (Ceanothus dentatus Torr. & A.Gray): Sie kommt in Kalifornien vor.[4]
- Sankt-Helens-Säckelblume (Ceanothus divergens (Brandegee) Parry)
- Ceanothus diversifolius Kellogg: Sie kommt im nördlichen und im zentralen Kalifornien vor.[3]
- Fendlers Säckelblume (Ceanothus fendleri A.Gray): Ihre Heimat sind die USA und das nördliche Mexiko; sie wird in Kultur als Bodendecker verwendet.
- Ceanothus ferrisiae McMinn: Sie kommt in Kalifornien vor.[4]
- Ceanothus foliosus Parry: Sie kommt in Kalifornien vor.[4]
- Ceanothus fresnensis Dudley ex Abrams: Sie kommt im zentralen Kalifornien vor.[3]
- Ceanothus gloriosus J.T.Howell; Heimat: Kalifornien
- Ceanothus greggii A.Gray: Sie kommt in Arizona, Nevada, Utah, New Mexico, Kalifornien, Texas und in Mexiko vor.[4]
- Ceanothus griseus (Trel.) McMinn; Heimat: Kalifornien
- Ceanothus hearstiorum Hoover & Roof: Heimat: Kalifornien.[3]
- Ceanothus herbaceus Raf.: Sie kommt in Kanada und in den Vereinigten Staaten vor.[4]
- Sankt-Barbaras-Säckelblume (Ceanothus impressus Trel.); Heimat: Kalifornien; diese kleinblättrige, immergrüne Art wird als Zierpflanze angeboten.
- Ceanothus incanus Torr. & A.Gray: Sie kommt in Kalifornien vor.[4]
- Ceanothus insularis Eastw.: Sie kommt im südwestlichen Kalifornien vor.[3]
- Ceanothus integerrimus Hook. & Arn.: Sie kommt in Kalifornien vor.[4]
- Ceanothus jepsonii Greene: Sie kommt in Kalifornien vor.[4]
- Ceanothus lemmonii Parry: Sie kommt in Kalifornien vor.[4]
- Ceanothus leucodermis Greene: Sie kommt in Kalifornien und im mexikanischen Bundesstaat Baja California vor.[4]
- Ceanothus maritimus Hoover: Heimat: Kalifornien.[3]
- Ceanothus martini M.E.Jones: Sie kommt in Arizona, Nevada, Utah, Wyoming und Colorado vor.[4]
- Ceanothus masonii McMinn: Sie kommt in Kalifornien vor.[3]
- Ceanothus megacarpus Nutt.: Sie kommt in Kalifornien vor.[4]
- Ceanothus oliganthus Nutt.: Sie kommt in Kalifornien vor.[4]
- Ceanothus ophiochilus S.D.Boyd, T.Ross & Arnseth: Sie kommt in Kalifornien vor.[4]
- Ceanothus palmeri Trel.: Sie kommt im südlichen Kalifornien und im nördlichen Baja California vor.[3]
- Ceanothus papillosus Torr. & A.Gray; Heimat: Kalifornien
- Ceanothus parryi Trel.: Sie kommt vom südwestlichen Oregon bis ins nordwestliche Kalifornien vor.[3]
- Ceanothus parvifolius (S. Watson) Trel.: Heimat: Zentrales Kalifornien.[3]
- Ceanothus pinetorum Coville: Sie kommt im nördlichen und im nördlich-zentralen Kalifornien vor.[3]
- Ceanothus prostratus Benth.: Diese nur wenige Zentimeter hohe, aber bis 3 Meter in die Breite wachsende Gebirgspflanze stammt von der Westküste der USA, vom Staat Washington bis nach Kalifornien.
- Ceanothus pumilus Greene: Sie kommt vom südwestlichen Oregon bis ins nördliche Kalifornien vor.[3]
- Ceanothus purpureus Jeps.; Heimat: Kalifornien
- Ceanothus roderickii W.Knight: Sie kommt in Kalifornien vor.[4]
- Ceanothus sanguineus Pursh: Sie kommt in British Columbia, in Washington, Oregon, Idaho, Montana und Kalifornien vor.[4]
- Ceanothus serpyllifolius Nutt.: Sie kommt vom südöstlichen Georgia bis Florida vor.[3]
- Ceanothus sonomensis J.T.Howell: Sie kommt in Kalifornien vor.[3]
- Ceanothus sorediatus Hook. & Arn.: Sie kommt in Kalifornien vor.[4]
- Ceanothus spinosus Nutt.: Sie kommt vom südlichen Kalifornien bis ins nördliche Baja California vor.[3]
- Ceanothus thyrsiflorus Eschsch.: Dieser 1 bis über 10 Meter hohe Strauch gedeiht in den feuchten Küstenwäldern Kaliforniens.
- Ceanothus tomentosus Parry: Sie kommt im zentralen und im südlichen Kalifornien vor.[3]
- Ceanothus velutinus Douglas: Sie besitzt attraktive, glänzende Blättern. Sie kommt in Alberta, British Columbia, South Dakota, Washington, Oregon, Idaho, Montana, Wyoming, Colorado, Nevada, Utah und Kalifornien vor.[4]
- Ceanothus verrucosus Nutt.: Sie kommt in Kalifornien und im mexikanischen Bundesstaat Baja Norte vor.[4]

Eine Hybride im Artrang ist:
- Französische Hybrid-Säckelblume (Ceanothus × delileanus Spach): Es ist eine französische Kreuzung zwischen Ceanothus americanus und Ceanothus coeruleus. Der gedrungene, laubwerfende Strauch gilt als sehr winterhart. Besonders bekannt ist die Sorte 'Gloire de Versailles'.

## Nutzung
Wegen ihrer hellblauen, oft reichlich gebildeten Blütenstände werden Säckelblumen, insbesondere Hybride, als Zierpflanzen verwendet.
Als Zierpflanzen werden viele Hybriden verwendet, darunter:
- Ceanothus 'Blue Mound' ist eine gärtnerische Hybride (aus Ceanothus thyrsiflorus ?) mit lila- bis blaufarbenen Blüten. Sie wird etwa 250 cm hoch und bleibt sehr kompakt. Für einen geschützten Standort geeignet, an denen das kräftige, immergrüne Blatt gut zur Geltung kommt. Etablierte Pflanzen blühen spektakulär mit hell-blauen Blüten.
- Ceanothus impressus 'Victoria' ist die robusteste der immergrünen Säckelblumen, mit kräftig grünem Blatt und tiefblauer Blüte im Frühsommer, der durch das immergrüne zierliche Laub auch im Winter seine ornamentale Struktur behält.